# Matteo Rover
Matteo Rover (Motta di Livenza, 20 febbraio 1999) è un calciatore italiano, attaccante o centrocampista della Reggiana.

## Carriera

### Club

#### Gli inizi
Cresciuto nelle giovanili della Liventina Gorghense, all'età di 16 anni entra a far parte del settore giovanile dell'Inter; nell'estate del 2017 viene convocato in prima squadra in occasione di un'amichevole precampionato.

#### Prestito al Vicenza
Il 21 agosto 2018, Rover si unisce in prestito al L.R. Vicenza, militante in Serie C.. Il 7 ottobre esordisce in campionato entrando al 77' minuto nella vittoria casalinga per 2-1 contro la Vis Pesaro. A causa del poco spazio trovato nella rosa, durante la pausa invernale viene richiamato dall'Inter, lasciando il Vicenza con una sola presenza.

#### Prestito al Pordenone e Südtirol
L'11 gennaio 2019, si trasferisce in prestito al Pordenone, sempre in Serie C. L'esordio arriva il 19 gennaio, subentrando al 92' della partita  casalinga con l'AlbinoLeffe vinta per 1-0. Il 5 maggio gioca la sua prima partita da titolare con il Club, nel pareggio 2-2 in trasferta contro la FeralpiSalò.
Rover ha concluso il suo prestito di 6 mesi con 13 presenze, ma solo 1 da titolare.
Il 15 luglio 2019 si trasferisce in prestito al Südtirol con un contratto dalla durata di una stagione. Il 4 agosto fa il suo esordio da titolare con il club nella vittoria casalinga per 4-2 sul Fasano nel primo turno di Coppa Italia.
Il 25 agosto ha esordito in campionato da subentrato al 68' minuto della vittoria esterna per 2-1 contro la Vis Pesaro.
Una settimana dopo, il 1 settembre, mette a segno il suo primo gol da professionista, contro il Carpi. Il 21 settembre gioca la sua prima partita intera in Serie C. Quattro giorni dopo, siglia il suo secondo gol, sempre da sostituto, al 64' minuto della vittoria casalinga per 3-0 sulla Fermana. Rover ha concluso il suo prestito con 30 presenze, 6 gol e 2 assist.

#### Südtirol
Il 14 agosto 2020 completa il trasferimento al , siglando un contratto triennale.
Il suo debutto stagionale arriva il 22 settembre, nella partita valevole per il  primo turno di Coppa Italia, nella vittoria casalinga per 2-1 contro la Latte Dolce, segnando il primo goal della sfida.
Cinque giorni dopo, il 27 settembre, Rover ha esordito in campionato subentrando a Daniele Casiraghi al 64' nella vittoria esterna per 2-1 sul Ravenna. Nel 2022 ottiene la prima storica promozione in serie B col club altoatesino vincendo il girone A della serie C. Il 4 settembre 2022 decide con una doppietta la vittoria casalinga contro il Pisa (2-1) prima assoluta del Südtirol nella serie cadetta dopo tre sconfitte iniziali, segnando così i suoi primi gol in serie B.
Lascia il Sudtirol con 30 reti segnate in 204 presenze complessive.

#### Reggiana
Il 18 luglio 2025 viene acquistato dalla Reggiana.

### Nazionale
Ha giocato nella nazionale italiana Under-18.

## Statistiche

### Presenze e reti nei club
Statistiche aggiornate al 4 maggio 2025.
| Stagione        | Squadra         | Campionato      | Campionato | Campionato | Coppe nazionali | Coppe nazionali | Coppe nazionali | Coppe continentali | Coppe continentali | Coppe continentali | Altre coppe | Altre coppe | Altre coppe | Totale | Totale |
| Stagione        | Squadra         | Comp            | Pres       | Reti       | Comp            | Pres            | Reti            | Comp               | Pres               | Reti               | Comp        | Pres        | Reti        | Pres   | Reti   |
| --------------- | --------------- | --------------- | ---------- | ---------- | --------------- | --------------- | --------------- | ------------------ | ------------------ | ------------------ | ----------- | ----------- | ----------- | ------ | ------ |
| 2018-gen.2019   | Vicenza         | C               | 1          | 0          | CI-C            | 1               | 0               |                    | -                  | -                  |             | -           | -           | 2      | 0      |
| gen.-giu. 2019  | Pordenone       | C               | 12         | 0          | CI-C            | 1               | 0               |                    | -                  | -                  | SC          | 0           | 0           | 13     | 0      |
| 2019-2020       | Südtirol        | C               | 26+1       | 6          | CI+CI-C         | 3+0             | 0               | -                  | -                  | -                  | -           | -           | -           | 30     | 6      |
| 2020-2021       | Südtirol        | C               | 36+4       | 6          | CI-C            | 2               | 1               | -                  | -                  | -                  | -           | -           | -           | 42     | 7      |
| 2021-2022       | Südtirol        | C               | 36         | 7          | CI+CI-C         | 1+5             | 0               | -                  | -                  | -                  | SC-C        | 2           | 0           | 44     | 7      |
| 2022-2023       | Südtirol        | B               | 36+3       | 5+1        | CI              | 1               | 0               | -                  | -                  | -                  | -           | -           | -           | 40     | 6      |
| 2023-2024       | Südtirol        | B               | 18         | 0          | CI              | 1               | 0               | -                  | -                  | -                  | -           | -           | -           | 19     | 0      |
| 2024-2025       | Südtirol        | B               | 29         | 4          | CI              | 0               | 0               | -                  | -                  | -                  | -           | -           | -           | 29     | 4      |
| Totale Südtirol | Totale Südtirol | Totale Südtirol | 181+8      | 28+1       |                 | 13              | 1               |                    | -                  | -                  |             | 2           | 0           | 204    | 30     |
| 2025-2026       | Reggiana        | B               | 0          | 0          | CI              | -               | -               |                    | -                  | -                  |             | -           | -           | 0      | 0      |
| Totale carriera | Totale carriera | Totale carriera | 192        | 29         |                 | 15              | 1               |                    | -                  | -                  |             | 2           | 0           | 219    | 30     |

## Palmarès

### Club

#### Competizioni giovanili
- Campionato Primavera: 1

Inter: 2017-2018
- Supercoppa Primavera: 1

Inter: 2017
- Torneo di Viareggio: 1

Inter: 2018

#### Comperizioni nazionali
- Serie C: 1

Südtirol: 2021-2022 (girone A)